# ملابس الشتاء
ملابس الشتاء هي ملابس تستخدم للحماية من برودة الشتاء بشكل خاص، غالبًا ما تتمتع بمقاومة جيدة للماء، وتتكون من طبقات متعددة للحماية وقدرتها على العزل ضد درجات الحرارة المنخفضة.
الملابس الشتوية بشكل خاص ملابس خارجية مثل المعطف والسُتْرَة والقبعة والوشاح والقفاز، غطاء الأذنين (أُذُنية)، ولكن أيضًا ملابس داخلية دافئة مثل الملابس الداخلية الطويلة، البدلة النقابية وجورب، كما تطورت الملابس الشتوية للقضية العسكرية من معاطف وسترات ثقيلة إلى ملابس متعددة الطبقات بغرض الحفاظ على دفء القوات أثناء المعارك الشتوية، العديد من القمصان والجوارب عادة ما تكون أربعة أزواج وهذه كانت مشكلة قياسية في جيش الولايات المتحدة الأمريكية (أمريكا) خلال الحرب العالمية الثانية، تشمل الملابس الشتوية المستخدمة في الرياضة والاستجمام بدلة التزلج وبدلة التزلج على الجليد، وتَستخدِم العديد من الثقافات الشمالية فراء الحيوانات لصنع الملابس الشتوية.

## معرض الصور

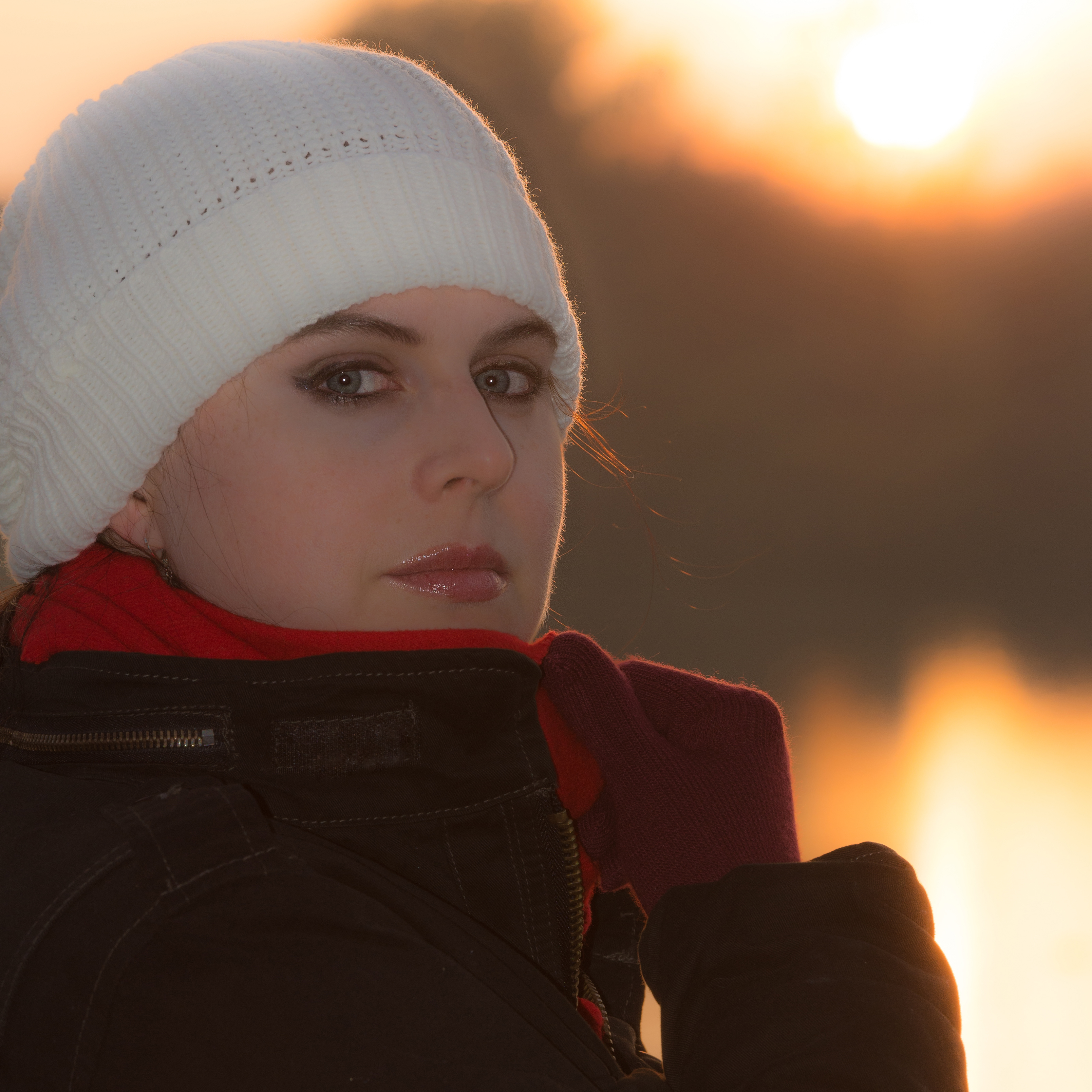
صورة لبعض العناصر الأساسية مثل قبعة صوف محبوكة وقفازات ووشاح وسترة عنق عالية
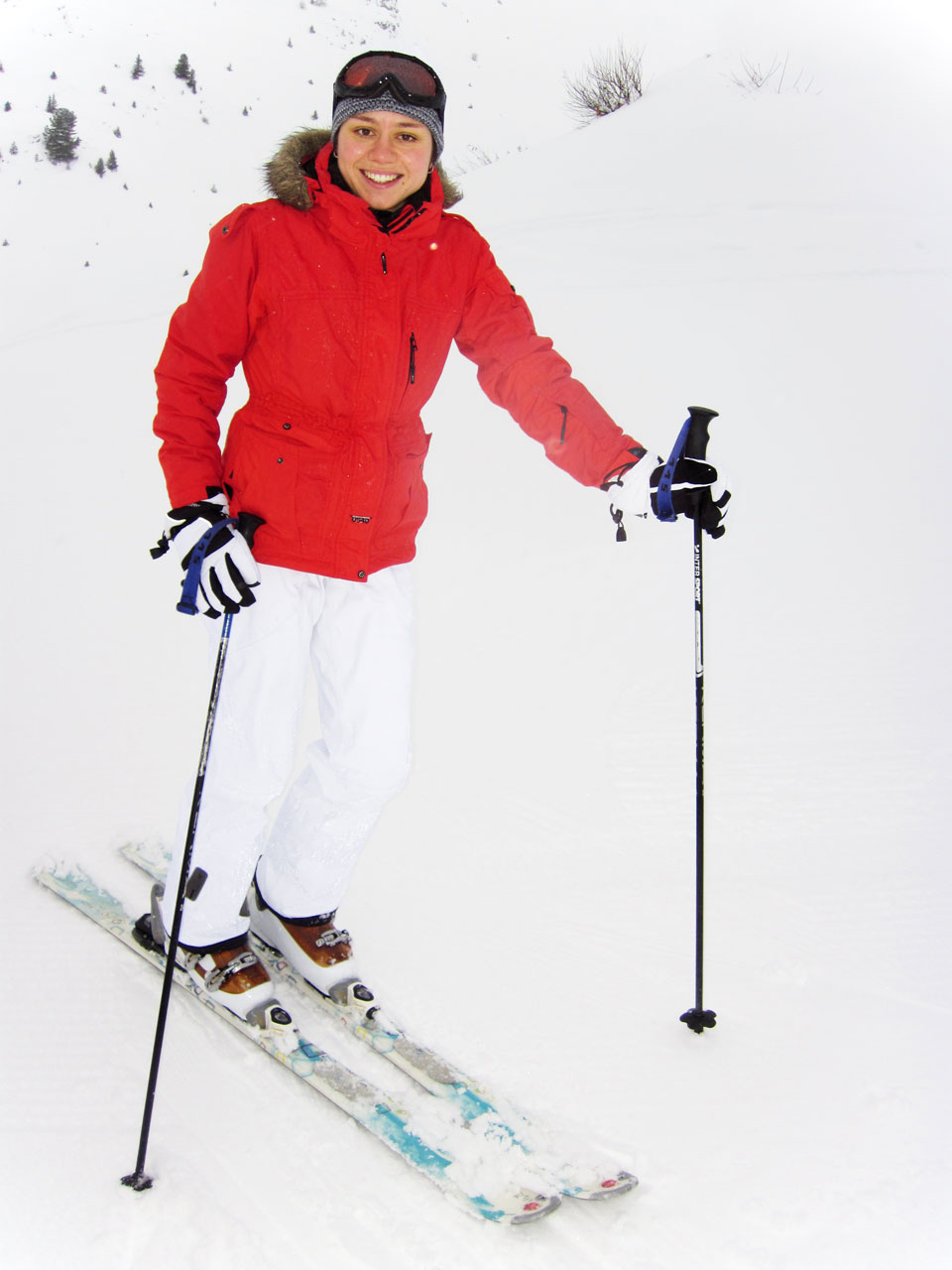
متزلجة بملابس شتوية: سترة وقبعة وقفازات سميكة وسراويل دافئة وأحذية تزلج.
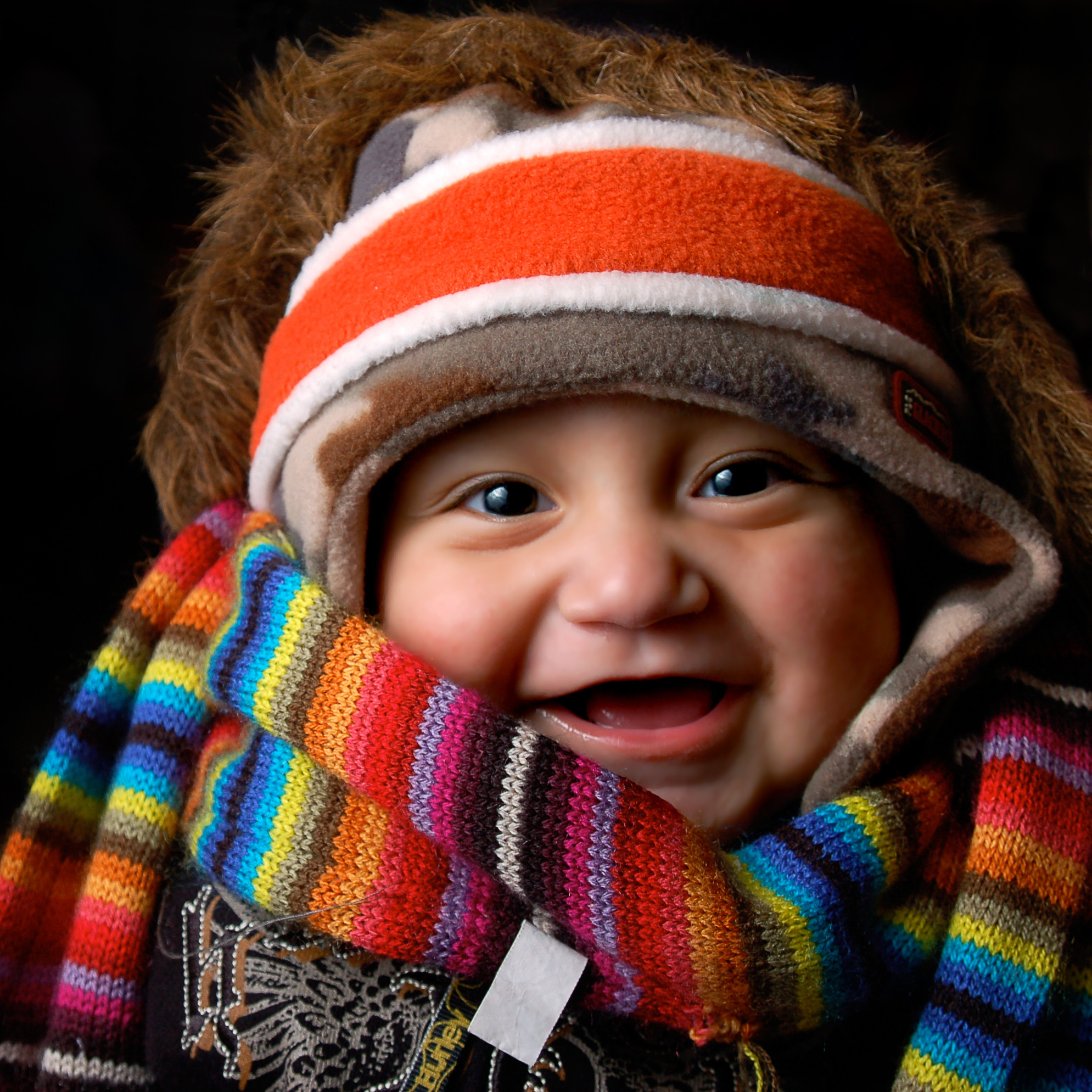
طفل يرتدي العديد من الملابس الشتوية: عقال، قبعة، مبطن بالفراء معطف، شال وسترة.
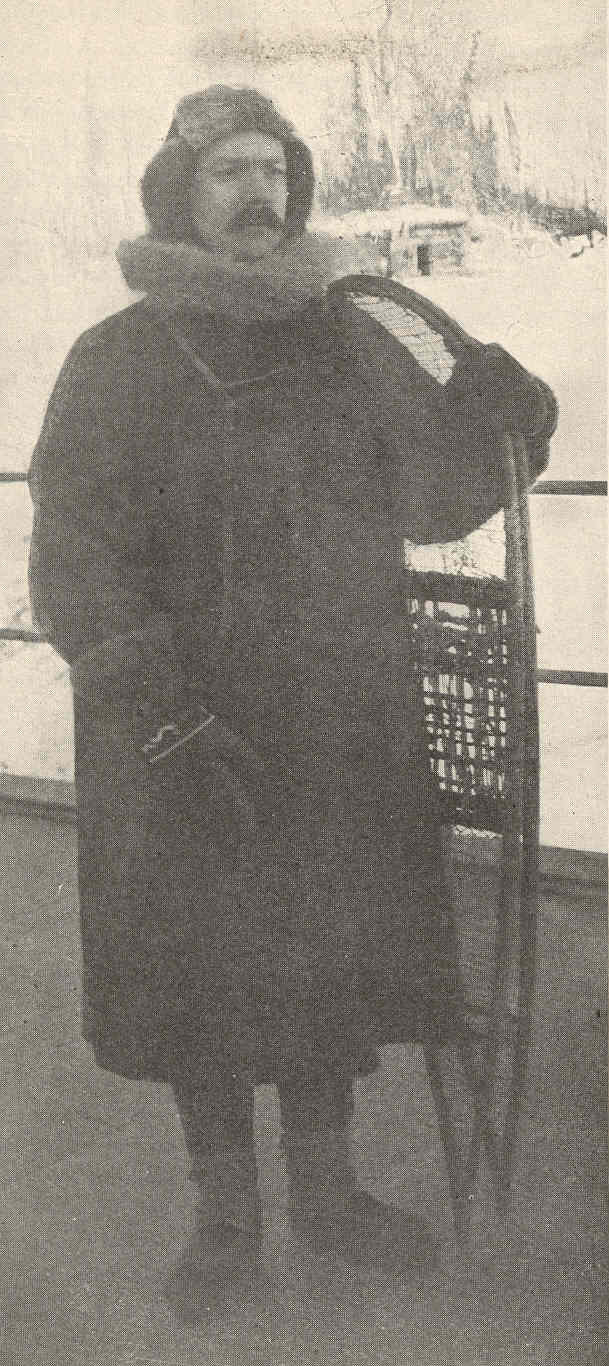
فستان شتوي مألوف في وادي يوكون.
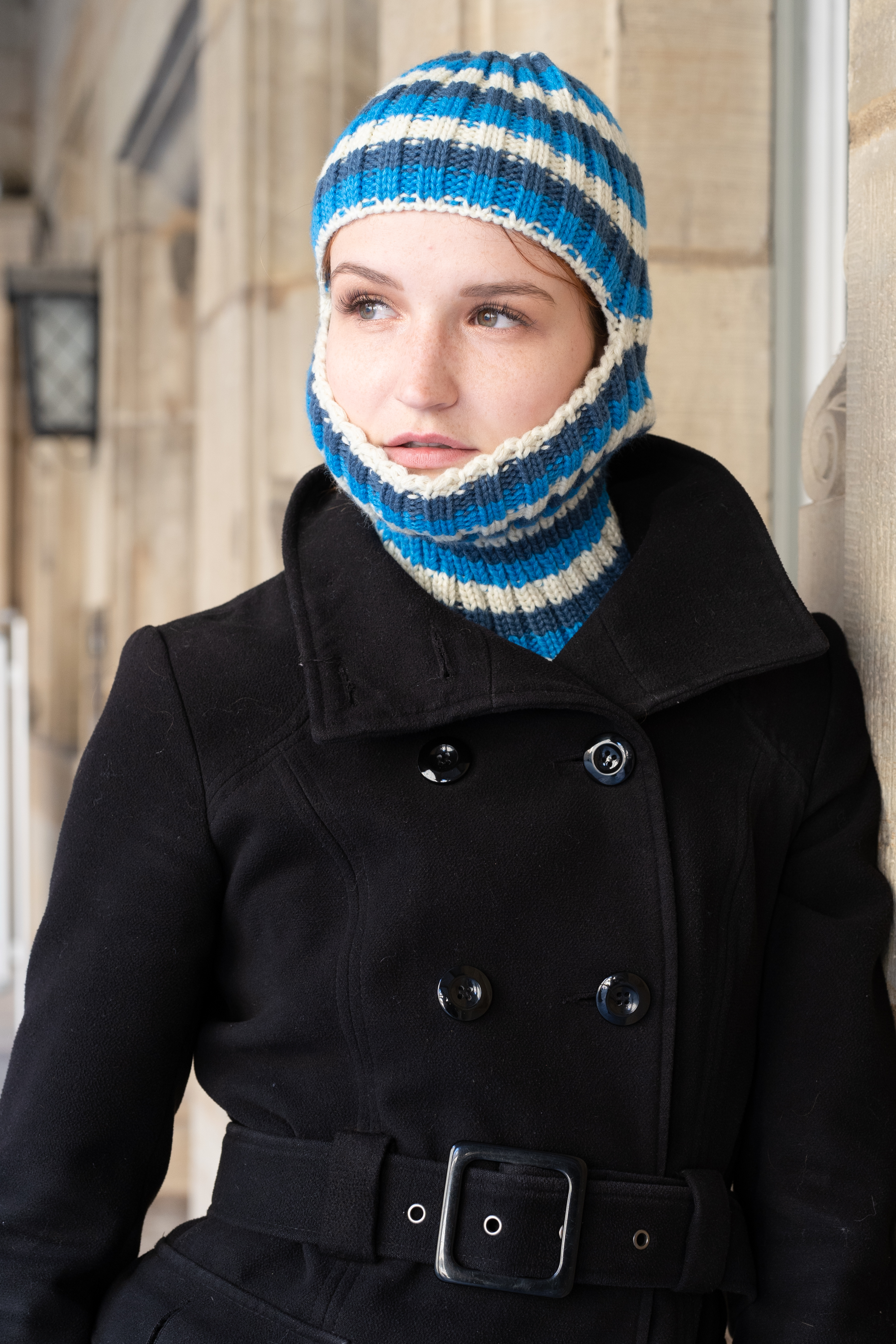
امرأة ترتدي معطفًا من الصوف وبالاكلافا متعدد الاستخدامات.
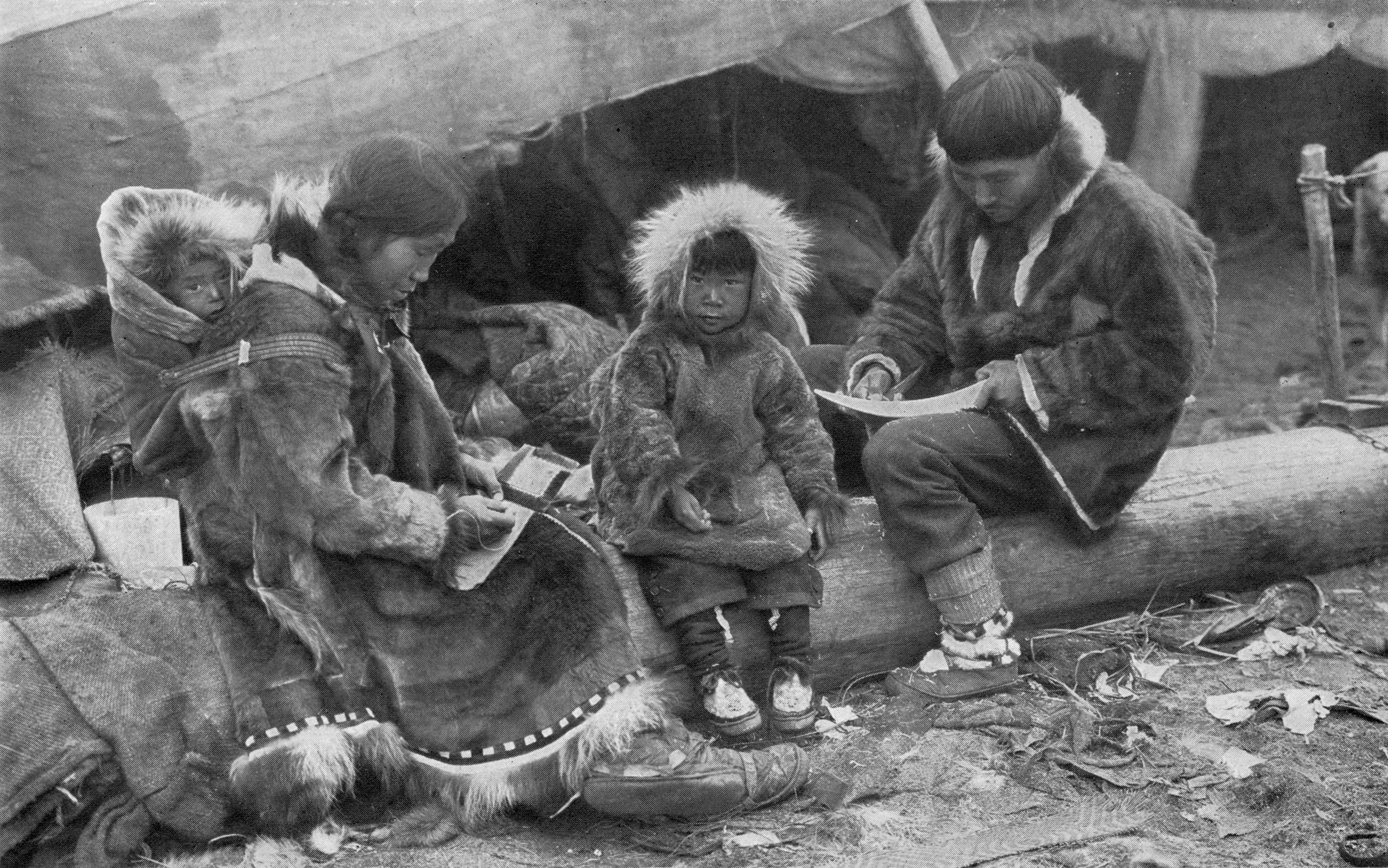
ملابس الإنويت التقليدية.